# Atractodes necrix
Atractodes necrix är en stekelart som beskrevs av Mason 1971. Atractodes necrix ingår i släktet Atractodes och familjen brokparasitsteklar. Inga underarter finns listade.